# Лоран Вок'є
Лоран Вок'є (фр. Laurent Wauquiez; нар. 12 квітня 1975, Ліон) — французький політик, лідер партії «Республіканці» з 2017 до 2019 р.
Навчався в Інституті політичних досліджень, закінчив Національну школу адміністрації.
У 2004 р. замінив Жака Барро в Національній асамблеї Франції. У 2008 р. переміг на виборах мера Ле-Пюї-ан-Веле.
Державний секретар, речник уряду Франсуа Фійона з 2007 по 2008 рр.
Державний секретар з питань зайнятості з 2008 по 2010 рр.
Міністр з європейських справ з 2010 по 2011 рр.
Міністр вищої освіти і наукових досліджень з 2011 по 2012 рр.
Голова регіональної ради Овернь-Рона-Альпи з 2016 р.